# Gärds och Albo domsagas valkrets
Gärds och Albo domsagas valkrets var vid riksdagsvalen till andra kammaren en egen valkrets med ett mandat fram till valet 1908. Valkretsområdet motsvarade Gärds och Albo härader som vid den här tiden hade en gemensam domsaga. År 1911 gick valkretsen upp i den nybildade Kristianstads läns sydöstra valkrets.

## Riksdagsmän
- Anders Persson, lmp (1867–1869)
- Sven Nilsson, lmp 1870–1887, gamla lmp 1888–1891 (1870–1891)
- Nils Svensson, gamla lmp 1892–1894, lmp 1895–1905, nfr 1906–1908 (1892–1908)
- Raoul Hamilton, lib s (1909–1911)

## Valresultat

### 1896
| Andrakammarvalet i Sverige 1896: Gärds och Albo domsagas valkrets | Andrakammarvalet i Sverige 1896: Gärds och Albo domsagas valkrets | Andrakammarvalet i Sverige 1896: Gärds och Albo domsagas valkrets | Andrakammarvalet i Sverige 1896: Gärds och Albo domsagas valkrets | Andrakammarvalet i Sverige 1896: Gärds och Albo domsagas valkrets |
| Kandidat                                                          | Kandidat                                                          | Röster                                                            | Röster                                                            | Röster                                                            |
| Kandidat                                                          | Kandidat                                                          | Antal                                                             | %                                                                 | +− %                                                              |
| ----------------------------------------------------------------- | ----------------------------------------------------------------- | ----------------------------------------------------------------- | ----------------------------------------------------------------- | ----------------------------------------------------------------- |
|                                                                   | Nils Svensson                                                     | 435                                                               | 92,6                                                              |                                                                   |
|                                                                   | Närmaste kandidat                                                 | 16                                                                | 3,4                                                               |                                                                   |
|                                                                   | Övriga kandidater                                                 | 19                                                                | 4,0                                                               | —                                                                 |
| Antal giltiga röster                                              | Antal giltiga röster                                              | 470                                                               |                                                                   |                                                                   |
| Kasserade röster                                                  | Kasserade röster                                                  | 4                                                                 |                                                                   |                                                                   |
| Totalt                                                            | Totalt                                                            | 474                                                               |                                                                   |                                                                   |

- Valdeltagandet var 24,2%.

### 1899
| Andrakammarvalet i Sverige 1899: Gärds och Albo domsagas valkrets | Andrakammarvalet i Sverige 1899: Gärds och Albo domsagas valkrets | Andrakammarvalet i Sverige 1899: Gärds och Albo domsagas valkrets | Andrakammarvalet i Sverige 1899: Gärds och Albo domsagas valkrets | Andrakammarvalet i Sverige 1899: Gärds och Albo domsagas valkrets |
| Kandidat                                                          | Kandidat                                                          | Röster                                                            | Röster                                                            | Röster                                                            |
| Kandidat                                                          | Kandidat                                                          | Antal                                                             | %                                                                 | +− %                                                              |
| ----------------------------------------------------------------- | ----------------------------------------------------------------- | ----------------------------------------------------------------- | ----------------------------------------------------------------- | ----------------------------------------------------------------- |
|                                                                   | Nils Svensson                                                     | 298                                                               | 93,4                                                              | ▲0,8                                                              |
|                                                                   | Närmaste kandidat                                                 | 5                                                                 | 1,6                                                               |                                                                   |
|                                                                   | Övriga kandidater                                                 | 16                                                                | 5,0                                                               | —                                                                 |
| Antal giltiga röster                                              | Antal giltiga röster                                              | 319                                                               |                                                                   |                                                                   |
| Kasserade röster                                                  | Kasserade röster                                                  | 18                                                                |                                                                   |                                                                   |
| Totalt                                                            | Totalt                                                            | 337                                                               |                                                                   |                                                                   |

Valet ägde rum den 20 augusti 1899. Valdeltagandet var 16,2%.

### 1902
| Andrakammarvalet i Sverige 1902: Gärds och Albo domsagas valkrets | Andrakammarvalet i Sverige 1902: Gärds och Albo domsagas valkrets | Andrakammarvalet i Sverige 1902: Gärds och Albo domsagas valkrets | Andrakammarvalet i Sverige 1902: Gärds och Albo domsagas valkrets | Andrakammarvalet i Sverige 1902: Gärds och Albo domsagas valkrets |
| Kandidat                                                          | Kandidat                                                          | Röster                                                            | Röster                                                            | Röster                                                            |
| Kandidat                                                          | Kandidat                                                          | Antal                                                             | %                                                                 | +− %                                                              |
| ----------------------------------------------------------------- | ----------------------------------------------------------------- | ----------------------------------------------------------------- | ----------------------------------------------------------------- | ----------------------------------------------------------------- |
|                                                                   | Nils Svensson                                                     | 397                                                               | 86,7                                                              | ▼6,7                                                              |
|                                                                   | Närmaste kandidat                                                 | 51                                                                | 11,1                                                              |                                                                   |
|                                                                   | Övriga kandidater                                                 | 10                                                                | 2,2                                                               | —                                                                 |
| Antal giltiga röster                                              | Antal giltiga röster                                              | 458                                                               |                                                                   |                                                                   |
| Kasserade röster                                                  | Kasserade röster                                                  | 6                                                                 |                                                                   |                                                                   |
| Totalt                                                            | Totalt                                                            | 464                                                               |                                                                   |                                                                   |

Valet ägde rum den 7 september 1902. Valdeltagandet var 23,8%.

### 1905
| Andrakammarvalet i Sverige 1905: Gärds och Albo domsagas valkrets | Andrakammarvalet i Sverige 1905: Gärds och Albo domsagas valkrets | Andrakammarvalet i Sverige 1905: Gärds och Albo domsagas valkrets | Andrakammarvalet i Sverige 1905: Gärds och Albo domsagas valkrets | Andrakammarvalet i Sverige 1905: Gärds och Albo domsagas valkrets |
| Kandidat                                                          | Kandidat                                                          | Röster                                                            | Röster                                                            | Röster                                                            |
| Kandidat                                                          | Kandidat                                                          | Antal                                                             | %                                                                 | +− %                                                              |
| ----------------------------------------------------------------- | ----------------------------------------------------------------- | ----------------------------------------------------------------- | ----------------------------------------------------------------- | ----------------------------------------------------------------- |
|                                                                   | Nils Svensson                                                     | 671                                                               | 92,4                                                              | ▲5,7                                                              |
|                                                                   | Närmaste kandidat                                                 | 44                                                                | 6,1                                                               |                                                                   |
|                                                                   | Övriga kandidater                                                 | 11                                                                | 1,5                                                               | —                                                                 |
| Antal giltiga röster                                              | Antal giltiga röster                                              | 726                                                               |                                                                   |                                                                   |
| Kasserade röster                                                  | Kasserade röster                                                  | 16                                                                |                                                                   |                                                                   |
| Totalt                                                            | Totalt                                                            | 742                                                               |                                                                   |                                                                   |

Valet ägde rum den 24 september 1905. Valdeltagandet var 31,5%.

### 1908
| Andrakammarvalet i Sverige 1908: Gärds och Albo domsagas valkrets | Andrakammarvalet i Sverige 1908: Gärds och Albo domsagas valkrets | Andrakammarvalet i Sverige 1908: Gärds och Albo domsagas valkrets | Andrakammarvalet i Sverige 1908: Gärds och Albo domsagas valkrets | Andrakammarvalet i Sverige 1908: Gärds och Albo domsagas valkrets |
| Kandidat                                                          | Kandidat                                                          | Röster                                                            | Röster                                                            | Röster                                                            |
| Kandidat                                                          | Kandidat                                                          | Antal                                                             | %                                                                 | +− %                                                              |
| ----------------------------------------------------------------- | ----------------------------------------------------------------- | ----------------------------------------------------------------- | ----------------------------------------------------------------- | ----------------------------------------------------------------- |
|                                                                   | Raoul Hamilton                                                    | 1146                                                              | 75,5                                                              |                                                                   |
|                                                                   | Nils Svensson                                                     | 368                                                               | 24,2                                                              | ▼68,2                                                             |
|                                                                   | Övriga kandidater                                                 | 4                                                                 | 0,3                                                               | —                                                                 |
| Antal giltiga röster                                              | Antal giltiga röster                                              | 1518                                                              |                                                                   |                                                                   |
| Kasserade röster                                                  | Kasserade röster                                                  | 6                                                                 |                                                                   |                                                                   |
| Totalt                                                            | Totalt                                                            | 1524                                                              |                                                                   |                                                                   |

Valet ägde rum den 6 september 1908. Valdeltagandet var 56,9%.